# World Games 2017/Teilnehmer (Namibia)
| Gelbes Symbol für Goldmedaillen mit stilisierten Olympischen Ringen | Graues Symbol für Silbermedaillen mit stilisierten Olympischen Ringen | Braundes Symbol für Bronzemedaillen mit stilisierten Olympischen Ringen |
| ------------------------------------------------------------------- | --------------------------------------------------------------------- | ----------------------------------------------------------------------- |
| —                                                                   | —                                                                     | —                                                                       |

Namibia nahm in Breslau an den World Games 2017 teil. Die namibische Delegation bestand aus einem Mann und einer Frau, die beide an den Wettbewerben im Bogenschießen teilnahmen.

## Feldbogenschießen
| Frauen      |               |     |    |               |         |               |               |               |               |               |               |               |               |               |
| Ilana Malan | Compoundbogen | 665 | 24 | Chen Yi-husan | 142:141 | Yun Soo-song  | 134:145       | ausgeschieden | ausgeschieden | ausgeschieden | ausgeschieden | ausgeschieden | ausgeschieden | ausgeschieden |
| Männer      |               |     |    |               |         |               |               |               |               |               |               |               |               |               |
| Louw Nel    | Compoundbogen | 688 | 22 | Domagoj Buden | 140:147 | ausgeschieden | ausgeschieden | ausgeschieden | ausgeschieden | ausgeschieden | ausgeschieden | ausgeschieden | ausgeschieden | ausgeschieden |